# Hondrichtunnel
Der Hondrichtunnel ist ein Eisenbahntunnel an der Lötschberglinie zwischen den Bahnhöfen Spiez und Heustrich-Emdthal (früher Heustrich-Aeschi). 
Der alte Hondrichtunnel wurde als einspuriger 1601 Meter langer Tunnel am 24. Juli 1901 von der Spiez-Frutigen-Bahn eröffnet. Der neue Hondrichtunnel, der am 12. Juni 1986 in Betrieb genommen wurde, ist 1710 (Hondrich II) bzw. 1709 Meter (Hondrich I) lang.
Der Tunnel liegt in seiner gesamten Länge auf dem Gemeindegebiet von Spiez.

## Geschichte

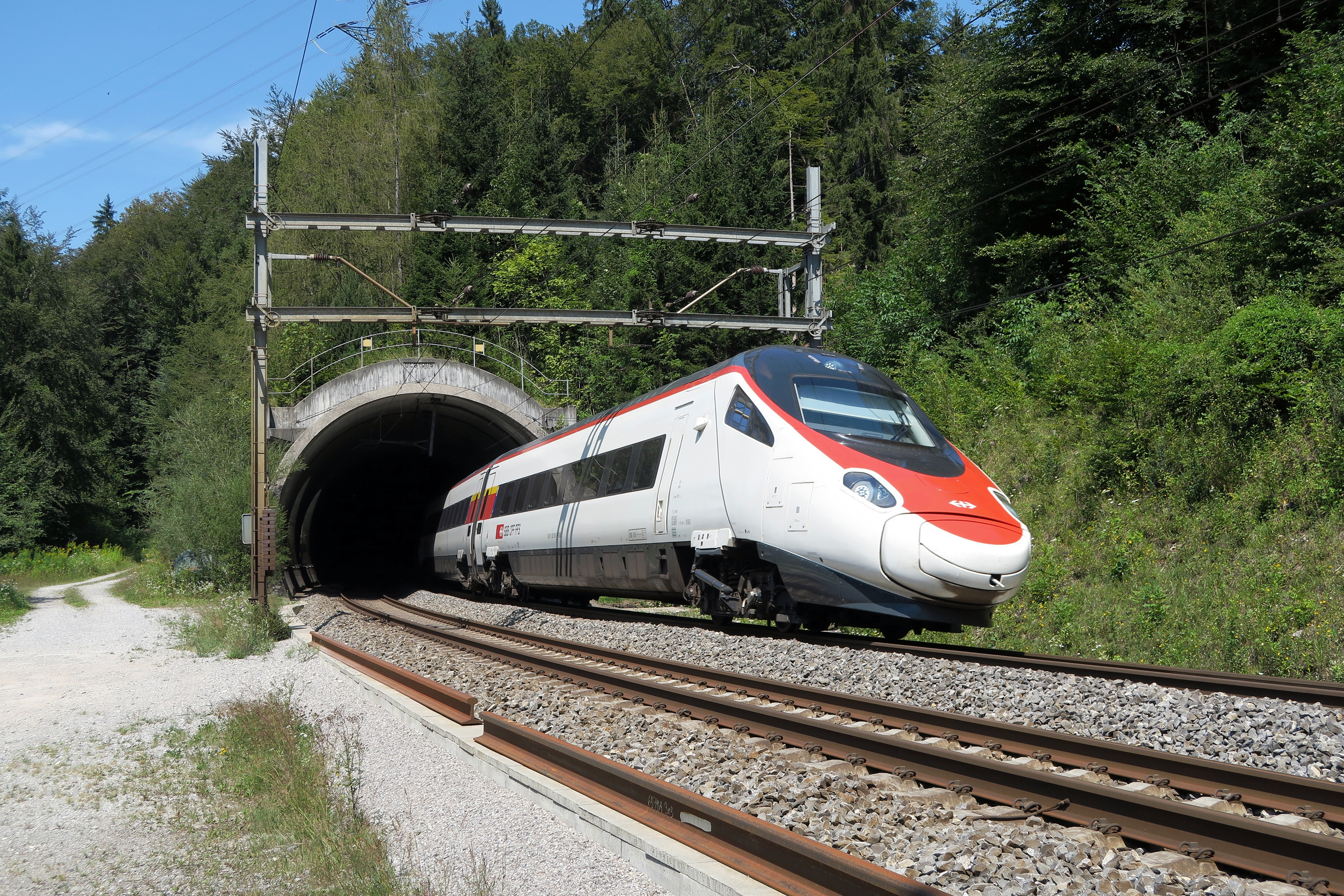
Doppelspuriges, neues Südportal (2016)

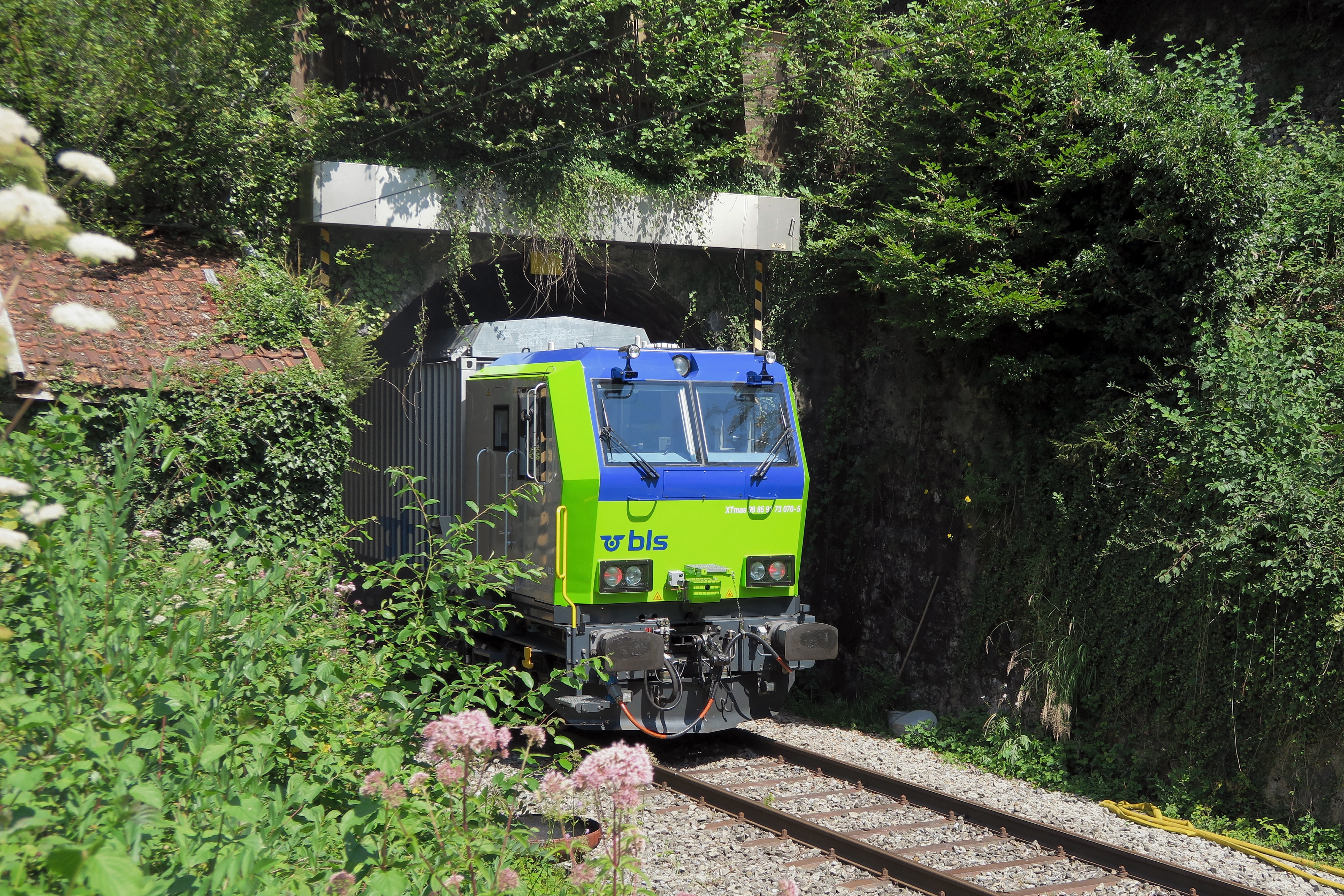
Löschzug beim alten, unbenutzten Südportal (2016)

Die Strecke zwischen Spiez und Frutigen wurde zwischen 1962 und 1965 zum grössten Teil doppelspurig ausgebaut, einzig der Hondrichtunnel blieb einspurig. Kurz nach dem Wärterhaus 1 beim Südportal des alten Hondrichtunnels wurde damals auf der Strecke die Weiche 200 eingebaut, ab da war die Strecke bis Frutigen doppelspurig. Spätestens im Hinblick auf die Einführung des Taktfahrplans 1982 war allen klar, dass der Flaschenhals Hondrichtunnel beseitigt werden musste.
Die am Schluss umgesetzte Lösung besteht aus einem Neubau einer zweiten parallelen Tunnelröhre, die auf der Nordhälfte einspurig, in der Südhälfte doppelspurig ist. Diese Tunnel wurde östlich des bestehenden Hondrichtunnels erbaut. In der Nordhälfte wird die alte Tunnelröhre des ersten Hondrichtunnels mitbenutzt, dieser Streckenast wird als Hondrich I bezeichnet, während der komplett im Neubautunnel liegende Streckenast als Hondrich II bezeichnet wird. Die Südhälfte des alten wurde hingegen aufgegeben, womit die Kurve ins Kandertal gestreckt werden konnte. Dadurch verkürzte sich die Strecke auch um rund 100 Meter, die Streckenkilometrierung wurde aber beibehalten. Durch die grösseren Radien konnte die Streckengeschwindigkeit von bisher 80 km/h auf 100 km/h gesteigert werden. 
Auf den alten Streckenteil auf der Südseite wurde 1990 ein Industrieanschluss eingerichtet.

## Alter Hondrichtunnel
Mitte Juni 1899 wurde beidseitig mit den Arbeiten am Hondrichtunnel angefangen. Ende 1899 waren über 600 Meter Tunnel ausgebrochen. Per 31. Dezember 1900 waren die Stollen 1527 Meter vorangetrieben. Der Durchschlag erfolgte am 28. Januar 1901. Von den 1600 Meter Tunnel brauchten 1200 Meter nicht ausgemauert werden. 
Der Tunnel wurde am 24. Juli 1901 zusammen mit der Strecke eröffnet. Der fahrplanmässige Betrieb wurde am 25. Juli aufgenommen.

## Neuer Hondrichtunnel
Der Bau des neuen Hondrichtunnels orientierte sich auch an den geologischen Gegebenheiten: So war der Nordteil in Gipsfelsen, der Südteil in Lockergestein aufzufahren. Deshalb wählte man auch die Lösung mit dem Doppel-Einspur-Tunnel: Vom alten Hondrichtunnel konnte der in der Felspartie liegende Teil mit relativ geringem Aufwand erhalten werden. Entsprechend wurde die Grenze zwischen Einspurabschnitt und Doppelspurabschnitt gewählt. Während des Vortriebs des Einspurtunnels von Norden her stellte man im Januar 1984 fest, dass der Übergang vom Gipsfelsen zum Lockergestein nicht am angenommenen Ort war, sondern 80 Meter früher in den Tunnelquerschnitt reichte. Kurzerhand verschob man das Verzweigungsbauwerk um 80 Meter nach Norden derart, dass das Verzweigungsbauwerk wie vorgesehen im Fels zu liegen kam.
Beidseitig wurde ein kleiner Abschnitt in offener Bauweise erstellt, während der Hauptteil oder 1559,2 Meter bergmännisch ausgebrochen wurde.
Der nördliche Tagbauabschnitt von 75,3 Meter Länge wurde schon 1972 im Zusammenhang des Nationalstrassenbaus erstellt. Der nördliche Teil mit dem Einspurtunnel und den Verbindungsstück zum alten Hondrichtunnels wurde mittels Sprengvortrieb ausgebrochen. Der südliche Teil mit dem Doppelspurabschnitt liegt im Lockergestein und wurde mittels Kallotenvortrieb mit Messer abgebaut. Der südliche Tagbau-Abschnitt ist 75 Meter lang, und rund zur Hälfte als einseitig offene, überdeckte Galerie ausgeführt. Der Durchschlag des neuen Hondrichtunnels erfolgte am 2. November 1984.
Während des Ausbruchs war der alte Tunnel immer im Betrieb und der Verbindungstunnel wurde bis 4 Meter an ihn herangeführt. Danach wurde der neue Tunnel einspurig in Betrieb genommen, der alte Tunnel saniert und dabei auch das Profil erweitert. Auch wurde die trennende Felswand zum Verbindungsstück vom alten Tunnel her durchbrochen.
Die beiden Tunnel Hondrich I und Hondrich II wurden am 12. Juli 1986 als doppelspurige Tunnelanlage in Betrieb genommen. Die Baukosten betrugen 22 Millionen Schweizer Franken.
Das alte aufgegebene Tunnelteilstück wurde nicht aufgefüllt, sondern das Südende dient seit 1990 als gedeckter Abstellplatz der Lokomotive des Industrieanschlusses.

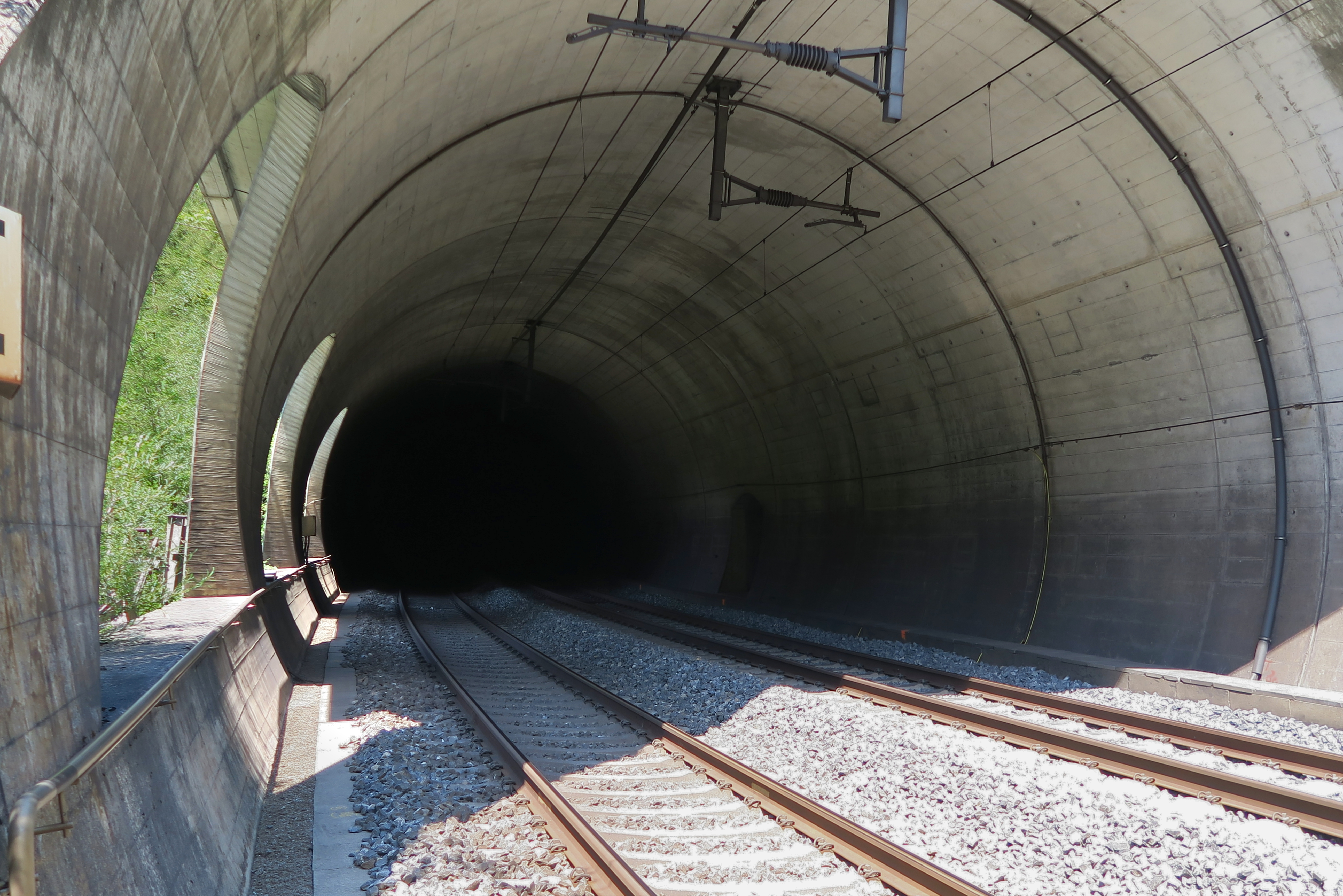
Galerie beim neuen Südportal (2016)
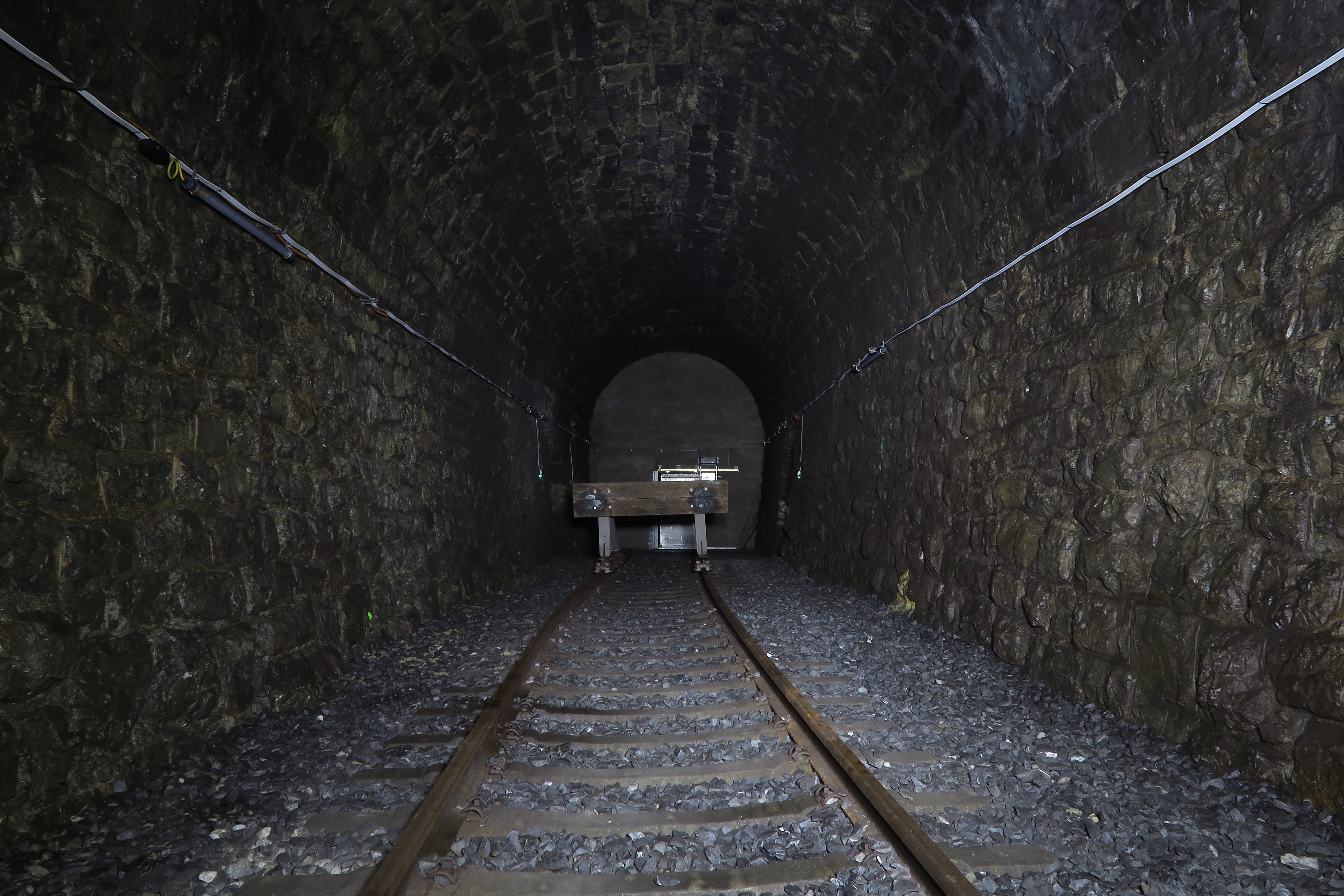
Südlicher Teil des alten Tunnels (2016)